# Ooencyrtus moneilemae
Ooencyrtus moneilemae is een vliesvleugelig insect uit de familie Encyrtidae. De wetenschappelijke naam is voor het eerst geldig gepubliceerd in 1925 door Gahan.